# 平阳站 (中国铁路)
平阳站原名鳌江站，位于中国浙江省温州市平阳县鳌江镇，归属上海铁路局宁波车务段。车站于2009年9月28日随温福铁路正式通车同时启用，2019年7月15日由鳌江站更名为现名平阳站。
平阳站日均发送客流6500人次，周末平均客发8000人次，节假日发送客流能达到10000人次以上。

## 车站结构

### 站房
平阳站站房面积8100平方米，候车室内设有1000个座椅

### 站场
平阳站为三台六线车站。
| 2F | 侧线     |                                            |
| 2F | 3站台    | 杭深线 往杭州东方向（瑞安）                |
| 2F | 岛式月台 |                                            |
| 2F | 2站台    | 杭深线 往杭州东方向（瑞安）                |
| 2F | 通过线   | 杭深线 上行列车                            |
| 2F | 通过线   | 杭深线 下行列车                            |
| 2F | 1站台    | 杭深线 往深圳北方向（苍南）                |
| 2F | 侧式月台 |                                            |
| 2F | 站房     | 二层候车室、检票口                         |
| 1F | 站房     | 出站口、进站口、售票、候车、检票、办公区域 |
| 1F | 接驳交通 | 停车场、公交站                             |